# Шклярка-Пшиґодзіцька
Шклярка-Пшиґодзіцька (пол. Szklarka Przygodzicka, нім. Glasdorf) — село в Польщі, у гміні Остшешув Остшешовського повіту Великопольського воєводства.
Населення — 664 особи (2011).
У 1975-1998 роках село належало до Каліського воєводства.

## Демографія
Демографічна структура станом на 31 березня 2011 року:
|          | Загалом | Допрацездатний вік | Працездатний вік | Постпрацездатний вік |
| -------- | ------- | ------------------ | ---------------- | -------------------- |
| Чоловіки | 333     | 81                 | 225              | 27                   |
| Жінки    | 331     | 92                 | 180              | 59                   |
| Разом    | 664     | 173                | 405              | 86                   |